# Битка за Смоленск (1943)
Битка за Смоленск (1943) у Другом светском рату била је северни крак летње и јесење офанзиве Црвене армије 1943. на Источном фронту, од 7. августа до 2. октобра 1943. Завршена је одлучујућом победом Црвене армије.

## Позадина
Због великих пораза на Источном фронту у зиму 1942/43. и у Африци средином јануара, проглашена је у Немачкој тотална мобилизација (сви мушкарци од 16 до 65 година и жене од 17 до 50) што је обезбедило још 2 милиона војника, чиме се бројна снага Вермахта попела на 9.500.000, док је производња наоружања била у пуном успону и поред савезничких бомбардовања. Средином 1943. Немачка је имала око 322-327 дивизија (32 оклопне).
Покушаји Немаца да у лето 1943. поврате иницијативу на Источном фронту осујећени су совјетским победама код Курска и Харкова, од 5. јула до 23. августа, које су потпуно истрошиле немачке стратегијске резерве и принудиле преостале снаге Вермахта на пасивну одбрану на целом фронту. У очекивању совјетског напада, Немци су утврдили тзв. Источни бедем, на линији река Нарва-Чудско језеро-Псков-Невељ-Витебск-Орша-Сож-Дњепар-река Молочна.

### Летња и јесења офанзива Црвене армије (1943)
Још у току Курске битке (5-15. јула) совјетска Врховна команда разрадила је план за општу летњу офанзиву на Источном фронту, од Великије Луки до Азовског мора, која је имала да ослободи источну Белорусију и источну Украјину са Донским басеном до Дњепра и Таманског полуострва. У офанзиви је учествовало 6 фронтова са 38 армија, 6 ваздухопловних армија и Црноморска флота са Азовском флотилом.
Са немачке стране, Група армија Југ, ослабљена у Курској бици (6. и 8. армија, 1. и 4. оклопна армија - 45 дивизија, од тога 12 оклопних) уз помоћ 2. армије из Групе армија Центар, бранила је Донецки басен и Украјину од Азовског мора до Харкова; на Таманском полуострву била је изолована 17. армија (16 непотпуних дивизија, од тога 8 румунских и 1 словачка), а на Криму румунска 3. армија. Према њима су од Азовског мора до Сумија стајала 4 совјетска фронта: Јужни, Југозападни, Степски и Вороњешки фронт.
Југозападни фронт (Родион Малиновски, 6 армија и 17. ваздухопловна армија) и Јужни фронт (Фјодор Толбухин, 5 армија и 8. ваздухопловна армија) прешли су у напад 13, односно 18. августа и до 8. септембра потисли Групу армија Југ на Дњепар, на крајњи десни део Источног бедема. У међувремену, северно од њих, Степски фронт (Иван Коњев, 5 армија и 5. ваздухопловна армија), Вороњешки фронт (8 армија, Николај Ватутин) и Централни фронт (5 армија - Константин Рокосовски) ослободили су од 26. августа до 22. септембра Донецки басен и такође избили на леву обалу Дњепра. На крајњем југу, на Таманском полуострву, совјетски Севернокавкаски фронт (3 армије под командом генерала Ивана Петрова), уз помоћ флоте и 4. ваздухопловне армије извршио је 9/10. септембра поморски десант на Новоросијск.

## Битка
Док се развијалa совјетска офанзива на јужном делу Источног фронта ка Дњепру, почео је и северни крак совјетске офанзиве према Смоленску: немачку Групу армија Центар напала су 3 совјетска фронта: Брјански, Западни и Калињински, од Брјанска до Великије Луки. Армије Западног фронта (5, 10, 33, 31, 21, 49, 68. и 10 гардијска армија, 5. моторизовани и 6. гардијски корпус) под командом генерала Василија Соколовског, прешле су 7. августа у напад. На десном крилу Калињински фронт (3. и 4. ударна армија, 6. и 11. гардијска, 39. и 43. армија), под командом генерала Андреја Јерјоменка, прешао је у напад 14. септембра. Трупе та два фронта подржавале су 1. и 3. ваздухопловна армија. Брјански фронт (3, 11, 50. и 63. армија и 11. гардијска армија) под командом генерала Маркијана Попова, прешао је у напад 17. септембра. У другој половини септембра, сав Источни фронт, од Великије Луки до ушћа Кубана, био је у покрету.
На југу, совјетски Централни и Вороњешки фронт су до краја септембра, а Степски и Југозападни фронт до 10. октобра успешно форсирали Дњепар и на фронту од 700 км (од Гомеља до Запорожја) образовали 23 неповезана мостобрана, чиме је немачки Источни бедем на југу фактички пробијен, док је Севернокавкаски фронт крајем октобра уз помоћ флоте извршио два успешна десанта на полуострво Керч и пробио се на Крим.
Док су се на Дњепру одвијале пресудне операције совјетске офанзиве, трупе фронтова који су нападали на десном (северном) крилу у току септембра ослободиле су Брјанск, Јељњу и Смоленск. Совјетски Западни фронт (5, 31. и 68. армија) ослободиo је Смоленск 25. септембра 1943.

## Последице
Крајем септембра фронт се на северу приближио Источном бедему и протезао се од Велижа до реке Сож, а одатле дуж саме линије Источног бедема уз реке Сож, Дњепар, који је на више места пређен, и Молочну. Врховна команда Црвене армије преименовала је 20. октобра Вороњешки, Степски, Југозападни и Јужни фронт у Први, Други, Трећи и Четврти украјински фронт, Калињински у Први прибалтички, Прибалтички у Други прибалтички фронт, а Централни у Белоруски фронт.